# Mátray Márta
Mátray Márta névvariáns: Mátrai Márta (Szolnok, 1948. június 29. –) magyar színésznő.

## Életpályája
Szolnokon (más forrás szerint Jászladányban) született, 1948. június 29-én. Iskoláit Jászberényben és  Szegeden végezte. Volt segédmunkás, díjbeszedő, statisztikus, felvették a Nemzeti Színház stúdiójába is, majd jelentkezett a főiskolára. Színészi diplomáját 1975-ben kapta meg a Színház- és Filmművészeti Főiskolán, Békés András osztályában. Pályája a debreceni Csokonai Színháznál indult. 1978-tól a kecskeméti Katona József Színházhoz szerződött. 1981-től a Pécsi Nemzeti Színház tagja volt. Szerepelt a Gyulai Várszínházban is. 1983-tól szabadfoglalkozású művésznő volt. Az Amerikai Egyesült Államokban él.

## Színházi szerepeiből
- William Shakespeare: Hamlet... Ophélia
- William Shakespeare: Szeget szeggel... Izabella
- Makszim Gorkij: Kispolgárok... Polja
- Jean Cocteau: Rettenetes szülők... Madeleine
- Móricz Zsigmond: Úri muri... Rhédey Eszter
- Szigligeti Ede – Tabi László: Párizsi vendég... Adelaida
- Száraz György: Az éle vize... Godiva
- Hubay Miklós: A túsz-szedők... I. Lány
- Sütő András: Káin és Ábel... Arabella
- Tamási Áron: Énekes madár... Gondos Magdolna
- Hegedüs Géza: Fehérlófia... Rézhajú
- Ördögh Szilveszter: Kapuk Thébában... Iokaszté
- Carlo Collodi: Pinokkió... Pinokkió
- Jékely Zoltán: Mátyás király juhásza... Csuporka

## Filmes és televíziós szerepei
- Próbafelvétel (1973)
- Néhány első szerelem története (1975)
- Az idők kezdetén (1975)